# 충청북도청주교육지원청
충청북도청주교육지원청(忠淸北道淸州敎育支援廳, Chungcheongbuk-do Cheongju Office of Education)은 충청북도교육청 산하 교육지원청이다. 충청북도 청주시 서원구 산남로24길 25에 소재해있으며, 청주시를 관할한다.
교육장은 장학관으로 보한다.

## 산하 기관

### 유치원
- 한국교원대학교부속유치원

### 초등학교
상당구
| - 가덕초등학교 - 교동초등학교 - 금천초등학교 - 남일초등학교 - 낭성초등학교 - 동주초등학교 - 동화초등학교 | - 문의초등학교 - 도원분교 - 미원초등학교 - 금관분교 - 산성초등학교 - 상당초등학교 | - 석교초등학교 - 신송초등학교 - 용담초등학교 - 현양원분교 - 용성초등학교 - 용암초등학교 | - 운동초등학교 - 원봉초등학교 - 주성초등학교 - 중앙초등학교 - 청남초등학교 - 행정초등학교 |

서원구
| - 갈원초등학교 - 개신초등학교 - 남성초등학교 - 남이초등학교 - 남평초등학교 | - 모충초등학교 - 분평초등학교 - 사직초등학교 - 산남초등학교 - 샛별초등학교 | - 성화초등학교 - 수곡초등학교 - 옥포초등학교 - 원평초등학교 - 죽림초등학교 | - 창신초등학교 - 청주교육대학교 부설초등학교 - 한벌초등학교 - 한솔초등학교 - 현도초등학교 |

청원구
| - 각리초등학교 - 내수초등학교 - 대길초등학교 - 대성초등학교 - 덕벌초등학교 - 덕성초등학교 | - 북이초등학교 - 북일초등학교 - 비봉초등학교 - 비상초등학교 - 사천초등학교 - 새터초등학교 | - 석성초등학교 - 수성초등학교 - 구성분교 - 오창초등학교 - 우암초등학교 - 율량초등학교 | - 주중초등학교 - 청원초등학교 - 청주내덕초등학교 |

흥덕구
| - 가경초등학교 - 강내초등학교 - 강서초등학교 - 오송초등학교 - 경덕초등학교 - 경산초등학교 - 만수초등학교 | - 복대초등학교 - 봉덕초등학교 - 봉명초등학교 - 봉정초등학교 - 상봉초등학교 - 서경초등학교 - 서원초등학교 | - 서촌초등학교 - 서현초등학교 - 솔밭초등학교 - 옥산초등학교 - 운천초등학교 - 증안초등학교 - 직지초등학교 | - 진흥초등학교 - 청주내곡초등학교 - 청주소로초등학교 - 풍광초등학교 - 한국교원대학교 부설 월곡초등학교 - 흥덕초등학교 |

### 중학교
상당구
| - 가덕중학교 - 금천중학교 - 대성여자중학교 - 문의중학교 | - 미원중학교 - 용성중학교 - 용암중학교 - 운동중학교 | - 원봉중학교 - 일신여자중학교 - 주성중학교 - 청운중학교 | - 청주동중학교 - 청주중학교 |

서원구
| - 남성중학교 - 산남중학교 - 성화중학교 | - 세광중학교 - 수곡중학교 - 운호중학교 | - 원평중학교 - 청주남중학교 - 청주여자중학교 | - 충북여자중학교 - 현도중학교 |

청원구
| - 각리중학교 - 내수중학교 | - 양청중학교 - 오창중학교 | - 율량중학교 - 청주중앙여자중학교 | - 청주중앙중학교 |

흥덕구
| - 가경중학교 - 경덕중학교 - 대성중학교 - 복대중학교 | - 봉명중학교 - 서경중학교 - 서원중학교 - 서현중학교 | - 솔밭중학교 - 송절중학교 - 오송중학교 - 옥산중학교 | - 충북대학교 사범대학 부설중학교 - 한국교원대학교 부설 미호중학교 |